# Schmelzhütten
Schmelzhütten je naselje v Občini Flattach v Okraju Špital ob Dravi  na Koroškem v Avstriji.